# 1. Fußball-Club Kaiserslautern 1986-1987
Questa voce raccoglie le informazioni riguardanti il 1. Fußball-Club Kaiserslautern nelle competizioni ufficiali della stagione 1986-1987.

## Stagione
Nella stagione 1986-1987 il Kaiserslautern, allenato da Hans Bongartz, concluse il campionato di Bundesliga al 7º posto. In Coppa di Germania il Kaiserslautern fu eliminato al primo turno dal Remscheid.

## Rosa
| N. |                     | Ruolo | Calciatore        |
| -- | ------------------- | ----- | ----------------- |
|    | Germania (bandiera) | P     | Gerald Ehrmann    |
|    | Germania (bandiera) | P     | Michael Serr      |
|    | Germania (bandiera) | D     | Michael Dusek     |
|    | Germania (bandiera) | D     | Kay Friedmann     |
|    | Germania (bandiera) | D     | Jürgen Groh       |
|    | Germania (bandiera) | D     | Herbert Hoos      |
|    | Polonia (bandiera)  | D     | Stefan Majewski   |
|    | Germania (bandiera) | D     | Gunther Metz      |
|    | Germania (bandiera) | D     | Hans-Werner Moser |
|    | Germania (bandiera) | D     | Axel Roos         |
|    | Germania (bandiera) | D     | Leo Spielberger   |

| N. |                     | Ruolo | Calciatore     |
| -- | ------------------- | ----- | -------------- |
|    | Germania (bandiera) | D     | Wolfgang Wolf  |
|    | Germania (bandiera) | C     | Frank Hartmann |
|    | Germania (bandiera) | C     | Frank Haun     |
|    | Germania (bandiera) | C     | Frank Lelle    |
|    | Germania (bandiera) | C     | Patrik Mohr    |
|    | Germania (bandiera) | C     | Markus Schupp  |
|    | Germania (bandiera) | C     | Wolfram Wuttke |
|    | Germania (bandiera) | A     | Sergio Allievi |
|    | Germania (bandiera) | A     | Harald Kohr    |
|    | Germania (bandiera) | A     | Jürgen Molnar  |
|    | Germania (bandiera) | A     | Dieter Trunk   |

## Organigramma societario
Area tecnica
- Allenatore: Hans Bongartz
- Allenatore in seconda:
- Preparatore dei portieri:
- Preparatori atletici:

## Calciomercato

### Sessione estiva
| Acquisti | Acquisti       | Acquisti          | Acquisti |
| R.       | Nome           | da                | Modalità |
| -------- | -------------- | ----------------- | -------- |
| A        | Sergio Allievi | Wattenscheid 09   |          |
| D        | Kay Friedmann  | Homburg           |          |
| D        | Jürgen Groh    | Trabzonspor       |          |
| C        | Frank Hartmann | Schalke 04        |          |
| A        | Harald Kohr    | Eintracht Treviri |          |

| Cessioni | Cessioni           | Cessioni               | Cessioni |
| R.       | Nome               | a                      | Modalità |
| -------- | ------------------ | ---------------------- | -------- |
| A        | Thomas Allofs      | Colonia                |          |
| D        | Andreas Brehme     | Bayern Monaco          |          |
| A        | Norbert Eilenfeldt | Arminia Bielefeld      |          |
| A        | Bruno Hübner       | Wehen Wiesbaden        |          |
| C        | Tino Löchelt       | Eintracht Braunschweig |          |
| C        | Werner Melzer      | FK Clausen             |          |
| D        | Denni Strich       | Union Solingen         |          |

### Sessione invernale
| Acquisti | Acquisti | Acquisti | Acquisti |
| R.       | Nome     | da       | Modalità |
| -------- | -------- | -------- | -------- |

| Cessioni | Cessioni    | Cessioni      | Cessioni |
| R.       | Nome        | a             | Modalità |
| -------- | ----------- | ------------- | -------- |
| P        | Thomas Graf | Chicago Sting |          |

## Risultati

### Bundesliga

#### Girone di andata
| Arbitro: | Ahlenfelder |

|            |           |                                             |
| Riedle 24’ | Marcatori | 19’, 28’ Kohr 74’ (rig.), 77’ (rig.) Wuttke |

| Arbitro: | Jupe |

|            |           |            |
| Wuttke 65’ | Marcatori | 26’ Dreßen |

| Arbitro: | Broska |

|            |           |  |
| Völler 14’ | Marcatori |  |

| Arbitro: | Schäfer |

|                                              |           |           |
| Allievi 44’ Wuttke 50’ (rig.), 88’ Moser 62’ | Marcatori | 9’ Schulz |

| Arbitro: | Puchalski |

|                             |           |                         |
| Möller 44’ (rig.) Jessl 67’ | Marcatori | 14’ Hartmann 36’ Wuttke |

| Arbitro: | Assenmacher |

|          |           |                |
| Roos 64’ | Marcatori | 36’ Rummenigge |

| Arbitro: | Amerell |

|         |           |  |
| Cha 76’ | Marcatori |  |

| Arbitro: | Zimmermann |

|                               |           |                       |
| Kohr 7’ Trunk 56’ Allievi 89’ | Marcatori | 47’ Walter 51’ Kohler |

| Arbitro: | Pauly |

|            |           |           |
| Buncol 85’ | Marcatori | 34’ Trunk |

| Arbitro: | Tritschler |

|             |           |  |
| Allievi 54’ | Marcatori |  |

| Arbitro: | Kautschor |

|               |           |                   |
| Klinsmann 49’ | Marcatori | 84’ (rig.) Wuttke |

| Arbitro: | Schmidhuber |

|                                  |           |             |
| Hartmann 19’, 22’, 53’, 73’, 90’ | Marcatori | 27’ Wegmann |

| Arbitro: | Schäfer |

|                           |           |  |
| Dickel 9’ Zorc 55’ (rig.) | Marcatori |  |

| Arbitro: | Brehm |

|                                  |           |            |
| Schupp 11’ Kohr 21’ Hartmann 40’ | Marcatori | 62’ Preetz |

| Arbitro: | Wiesel |

|                         |           |                      |
| Woodcock 18’ Häßler 83’ | Marcatori | 47’ Allievi 57’ Roos |

| Arbitro: | Umbach |

|               |           |              |
| Kohr 43’, 52’ | Marcatori | 16’ Eckstein |

| Arbitro: | Assenmacher |

|                         |           |  |
| Schmöller 30’ Kroth 49’ | Marcatori |  |

#### Girone di ritorno
| Arbitro: | Krug |

|                               |           |  |
| Allievi 78’ Wuttke 86’ (rig.) | Marcatori |  |

| Arbitro: | Neuner |

|  |           |              |
|  | Marcatori | 16’ Hartmann |

| Arbitro: | Gabor |

|                   |           |                                |
| Wuttke 24’ (rig.) | Marcatori | 42’ Ordenewitz 57’, 90’ Völler |

| Arbitro: | Barnick |

|                                        |           |          |
| Knäbel 6’ Woelk 48’ (rig.) Fischer 62’ | Marcatori | 28’ Kohr |

| Arbitro: | Krug |

|                          |           |             |
| Roos 19’ Kohr 71’ (rig.) | Marcatori | 9’ Turowski |

| Arbitro: | Weber |

|                                  |           |  |
| Hoeneß 18’ Lunde 38’ Dorfner 79’ | Marcatori |  |

| Arbitro: | Boos |

|          |           |          |
| Roos 48’ | Marcatori | 30’ Waas |

| Arbitro: | Kautschor |

|                                        |           |                            |
| Walter 3’, 31’ (rig.), 83’, 89’ (rig.) | Marcatori | 29’, 61’ Hartmann 39’ Kohr |

| Arbitro: | Tritschler |

|                                                   |           |  |
| Wuttke 14’ (rig.), 59’ Hartmann 26’ Kohr 36’, 43’ | Marcatori |  |

| Arbitro: | Zimmermann |

|              |           |                         |
| Bierhoff 68’ | Marcatori | 86’ Wuttke 90’ Hartmann |

| Arbitro: | Broska |

|                                         |           |  |
| Hartmann 25’ Kohr 73’ (rig.) Wuttke 81’ | Marcatori |  |

| Arbitro: | Wittke |

|                          |           |                          |
| Thon 9’, 81’ Bistram 31’ | Marcatori | 30’ Hartmann 48’ Allievi |

| Arbitro: | Heitmann |

|                     |           |                              |
| Schupp 79’ Wolf 86’ | Marcatori | 51’ Dickel 55’ Mill 78’ Zorc |

| Arbitro: | Jupe |

|           |           |                          |
| Weikl 80’ | Marcatori | 20’, 87’ Kohr 30’ Wuttke |

| Arbitro: | Umbach |

|                                             |           |            |
| Hartmann 36’, 61’ Kohr 57’, 70’ Allievi 72’ | Marcatori | 10’ Engels |

| Arbitro: | Boos |

|                            |           |             |
| Reuter 4’ Philipkowski 20’ | Marcatori | 2’ Hartmann |

| Arbitro: | Brehm |

|  |           |                                            |
|  | Marcatori | 22’ Kastl 54’ Kroth 81’ von Heesen 88’ Lux |

### Coppa di Germania
| Arbitro: | Krug |

|                                                |           |  |
| Griehsbach 53’ Wulfmeier 72’ Köhler 79’ (rig.) | Marcatori |  |

## Statistiche

### Statistiche di squadra
| Competizione      | Punti | In casa | In casa | In casa | In casa | In casa | In casa | In trasferta | In trasferta | In trasferta | In trasferta | In trasferta | In trasferta | Totale | Totale | Totale | Totale | Totale | Totale | DR  |
| Competizione      | Punti | G       | V       | N       | P       | Gf      | Gs      | G            | V            | N            | P            | Gf           | Gs           | G      | V      | N      | P      | Gf     | Gs     | DR  |
| ----------------- | ----- | ------- | ------- | ------- | ------- | ------- | ------- | ------------ | ------------ | ------------ | ------------ | ------------ | ------------ | ------ | ------ | ------ | ------ | ------ | ------ | --- |
| Bundesliga        | 37    | 17      | 11      | 3       | 3       | 41      | 21      | 17           | 4            | 4            | 9            | 23           | 30           | 34     | 15     | 7      | 12     | 64     | 51     | +13 |
| Coppa di Germania | -     | 0       | 0       | 0       | 0       | 0       | 0       | 1            | 0            | 0            | 1            | 0            | 3            | 1      | 0      | 0      | 1      | 0      | 3      | -3  |
| Totale            | 37    | 17      | 11      | 3       | 3       | 41      | 21      | 18           | 4            | 4            | 10           | 23           | 33           | 35     | 15     | 7      | 13     | 64     | 54     | +10 |

### Andamento in campionato
| Giornata  | 1 | 2 | 3  | 4 | 5 | 6 | 7  | 8 | 9 | 10 | 11 | 12 | 13 | 14 | 15 | 16 | 17 | 18 | 19 | 20 | 21 | 22 | 23 | 24 | 25 | 26 | 27 | 28 | 29 | 30 | 31 | 32 | 33 | 34 |
| --------- | - | - | -- | - | - | - | -- | - | - | -- | -- | -- | -- | -- | -- | -- | -- | -- | -- | -- | -- | -- | -- | -- | -- | -- | -- | -- | -- | -- | -- | -- | -- | -- |
| Luogo     | T | C | T  | C | T | C | T  | C | T | C  | T  | C  | T  | C  | T  | C  | T  | C  | T  | C  | T  | C  | T  | C  | T  | C  | T  | C  | T  | C  | T  | C  | T  | C  |
| Risultato | V | N | P  | V | N | N | P  | V | N | V  | N  | V  | P  | V  | N  | V  | P  | V  | V  | P  | P  | V  | P  | N  | P  | V  | V  | V  | P  | P  | V  | V  | P  | P  |
| Posizione | 2 | 4 | 10 | 5 | 6 | 6 | 10 | 7 | 9 | 6  | 6  | 5  | 6  | 5  | 5  | 4  | 5  | 5  | 4  | 5  | 5  | 5  | 7  | 7  | 8  | 7  | 5  | 3  | 7  | 8  | 6  | 5  | 6  | 7  |

Legenda:

Luogo: C = Casa; T = Trasferta. Risultato: V = Vittoria; N = Pareggio; P = Sconfitta.

### Statistiche dei giocatori
| Giocatore      | Bundesliga | Bundesliga | Bundesliga  | Bundesliga | Coppa di Germania | Coppa di Germania | Coppa di Germania | Coppa di Germania | Totale   | Totale | Totale      | Totale     |
| Giocatore      | Presenze   | Reti       | Ammonizioni | Espulsioni | Presenze          | Reti              | Ammonizioni       | Espulsioni        | Presenze | Reti   | Ammonizioni | Espulsioni |
| -------------- | ---------- | ---------- | ----------- | ---------- | ----------------- | ----------------- | ----------------- | ----------------- | -------- | ------ | ----------- | ---------- |
| S. Allievi     | 33         | 7          | 5           | 0          | 1                 | 0                 | 0                 | 0                 | 34       | 7      | 5           | 0          |
| M. Dusek       | 16         | 0          | 3           | 0          | 1                 | 0                 | 0                 | 0                 | 17       | 0      | 3           | 0          |
| G. Ehrmann     | 33         | 0          | 4           | 0          | 1                 | 0                 | 1                 | 0                 | 34       | 0      | 5           | 0          |
| K. Friedmann   | 18         | 0          | 4           | 0          | 1                 | 0                 | 0                 | 0                 | 19       | 0      | 4           | 0          |
| J. Groh        | 28         | 0          | 8           | 2          | 0                 | 0                 | 0                 | 0                 | 28       | 0      | 8           | 2          |
| F. Hartmann    | 32         | 17         | 0           | 0          | 1                 | 0                 | 0                 | 0                 | 33       | 17     | 0           | 0          |
| F. Haun        | 4          | 0          | 0           | 0          | 0                 | 0                 | 0                 | 0                 | 4        | 0      | 0           | 0          |
| H. Hoos        | 26         | 0          | 3           | 1          | 1                 | 0                 | 0                 | 0                 | 27       | 0      | 3           | 1          |
| H. Kohr        | 27         | 16         | 1           | 1          | 0                 | 0                 | 0                 | 0                 | 27       | 16     | 1           | 1          |
| F. Lelle       | 7          | 0          | 0           | 0          | 0                 | 0                 | 0                 | 0                 | 7        | 0      | 0           | 0          |
| S. Majewski    | 22         | 0          | 1           | 0          | 0                 | 0                 | 0                 | 0                 | 22       | 0      | 1           | 0          |
| G. Metz        | 8          | 0          | 0           | 0          | 1                 | 0                 | 0                 | 0                 | 9        | 0      | 0           | 0          |
| P. Mohr        | 2          | 0          | 0           | 0          | 1                 | 0                 | 0                 | 0                 | 3        | 0      | 0           | 0          |
| J. Molnar      | 0          | 0          | 0           | 0          | 0                 | 0                 | 0                 | 0                 | 0        | 0      | 0           | 0          |
| H. Moser       | 31         | 1          | 7           | 0          | 1                 | 0                 | 0                 | 0                 | 32       | 1      | 7           | 0          |
| A. Roos        | 28         | 4          | 2           | 0          | 1                 | 0                 | 0                 | 0                 | 29       | 4      | 2           | 0          |
| M. Schupp      | 31         | 2          | 9           | 0          | 1                 | 0                 | 0                 | 0                 | 32       | 2      | 9           | 0          |
| M. Serr        | 1          | 0          | 0           | 0          | 0                 | 0                 | 0                 | 0                 | 1        | 0      | 0           | 0          |
| L. Spielberger | 12         | 0          | 1           | 0          | 0                 | 0                 | 0                 | 0                 | 12       | 0      | 1           | 0          |
| D. Trunk       | 21         | 2          | 2           | 0          | 1                 | 0                 | 0                 | 0                 | 22       | 2      | 2           | 0          |
| W. Wolf        | 14         | 1          | 0           | 0          | 0                 | 0                 | 0                 | 0                 | 14       | 1      | 0           | 0          |
| W. Wuttke      | 32         | 14         | 5           | 0          | 1                 | 0                 | 0                 | 0                 | 33       | 14     | 5           | 0          |